# Mistrzostwa Europy w Łyżwiarstwie Szybkim w Wieloboju 1929
32. mistrzostwa Europy w łyżwiarstwie szybkim w wieloboju odbyły się w dniach 19–20 stycznia 1929 roku w Davos (Szwajcaria). Łyżwiarze startowali na Eisstadion po raz 6 (wcześniej w 1899, 1902, 1904, 1906 i 1907). W zawodach brali udział tylko mężczyźni. Zawodnicy startowali na czterech dystansach: 500 m, 1500 m, 5000 m i 10000 m.  O tym, które miejsca zajmowali zawodnicy decydowała mniejsza liczba punktów uzyskana z czterech biegów. Do biegu na 10000 m awansowała tylko najlepsza 12 po trzech dystansach. Najlepszy rezultat osiągnął Norweg Ivar Ballangrud, który poprawił także rekord świata na 5000 m. Clas Thunberg ustanowił rekord na 500 m.

## Uczestnicy
W zawodach wzięło udział 16 łyżwiarzy z 6 krajów. Sklasyfikowanych zostało 11.
| Państwa biorące udział w mistrzostwach | Państwa biorące udział w mistrzostwach | Państwa biorące udział w mistrzostwach |
| -------------------------------------- | -------------------------------------- | -------------------------------------- |
| Austria                                | Finlandia                              | Holandia                               |
| Norwegia                               | Szwajcaria                             | Węgry                                  |

## Wyniki
- DNF - nie ukończył, NC - nie zakwalifikował się, WR - rekord świata

| Pozycja | Zawodnik            | Kraj       | 500 m        | Pkt    | 5000 m         | Pkt    | 1500 m       | Pkt    | 10000 m       | Pkt    | Suma pkt. |
| ------- | ------------------- | ---------- | ------------ | ------ | -------------- | ------ | ------------ | ------ | ------------- | ------ | --------- |
| 01 !    | Ivar Ballangrud     | Norwegia   | 43.8 (2.)    | 43.800 | 8:24.2 (1.) WR | 50.420 | 2:20.2 (2.)  | 46.733 | 17:43.4 (1.)  | 53.170 | 194.123   |
| 02 !    | Clas Thunberg       | Finlandia  | 42.8 (1.) WR | 42.800 | 8:40.8 (2.)    | 52.080 | 2:19.0 (1.)  | 46.333 | 17:53.9 (2.)  | 53.695 | 194.908   |
| 03 !    | Roald Larsen        | Norwegia   | 44.0 (4.)    | 44.000 | 8:56.1 (6.)    | 53.610 | 2:22.9 (3.)  | 47.633 | 17:58.8 (3.)  | 53.940 | 199.183   |
| 4.      | Dolf van der Scheer | Holandia   | 45.4 (5.)    | 45.400 | 8:43.8 (3.)    | 52.380 | 2:22.9 (3.)  | 47.633 | 18:09.6 (4.)  | 54.480 | 199.893   |
| 5.      | Siem Heiden         | Holandia   | 46.7 (11.)   | 46.700 | 8:44.2 (4.)    | 52.420 | 2:27.5 (6.)  | 49.166 | 18:10.9 (5.)  | 54.545 | 202.832   |
| 6.      | Rudolf Riedl        | Austria    | 46.2 (8.)    | 46.200 | 8:57.5 (7.)    | 53.750 | 2:27.6 (7.)  | 49.200 | 18:31.7 (7.)  | 55.585 | 204.735   |
| 7.      | Otto Polacsek       | Austria    | 48.0 (13.)   | 48.000 | 8:50.4 (5.)    | 53.040 | 2:30.3 (11.) | 50.100 | 18:14.9 (6.)  | 54.745 | 205.885   |
| 8.      | Fritz Moser         | Austria    | 46.6 (10.)   | 46.600 | 9:15.4 (9.)    | 55.540 | 2:29.2 (9.)  | 49.733 | 18:41.4 (8.)  | 56.070 | 207.943   |
| 9.      | Teun Hooftman       | Holandia   | 45.8 (6.)    | 45.800 | 9:25.0 (14.)   | 56.500 | 2:29.3 (10.) | 49.766 | 19:08.6 (9.)  | 57.430 | 209.497   |
| 10.     | István Kauser       | Węgry      | 45.9 (7.)    | 45.900 | 9:24.0 (13.)   | 56.400 | 2:31.0 (12.) | 50.333 | 19:34.8 (11.) | 58.740 | 211.373   |
| 11.     | Wim Kos             | Holandia   | 46.3 (9.)    | 46.300 | 9:23.2 (12.)   | 56.320 | 2:36.4 (15.) | 52.133 | 19:15.0 (10.) | 57.750 | 212.503   |
| DNF     | Lászlo Erdelyi      | Węgry      | 49.6 (15.)   | 49.600 | 9:30.7 (15.)   | 57.070 | 2:36.3 (14.) | 52.100 | DNF           | 99 !   | 158.770   |
| NC      | Haakon Pedersen     | Norwegia   | 43.8 (2.)    | 43.800 | 9:16.5 (10.)   | 55.650 | 2:25.9 (5.)  | 48.633 | NC            | 99 !   | 148.083   |
| NC      | Zoltán Eötvös       | Węgry      | 47.2 (12.)   | 47.200 | 9:11.6 (8.)    | 55.160 | 2:28.8 (8.)  | 49.600 | NC            | 99 !   | 151.960   |
| NC      | Willy Zipperlen     | Szwajcaria | 49.2 (14.)   | 49.200 | 9:17.0 (11.)   | 55.700 | 2:35.0 (13.) | 51.666 | NC            | 99 !   | 156.567   |
| NC      | Jakob Meng          | Szwajcaria | 51.4 (16.)   | 51.400 | 10:12.7 (16.)  | 61.270 | 2:58.2 (16.) | 59.400 | NC            | 99 !   | 172.070   |